# Guaraniaçu (ort)
Guaraniaçu är en ort i Brasilien.   Den ligger i kommunen Guaraniaçu och delstaten Paraná, i den södra delen av landet, 1 200 km sydväst om huvudstaden Brasília. Guaraniaçu ligger 819 meter över havet och antalet invånare är 7 781.
Terrängen runt Guaraniaçu är varierad. Runt Guaraniaçu är det ganska glesbefolkat, med 21 invånare per kvadratkilometer.. Det finns inga andra samhällen i närheten.
Omgivningarna runt Guaraniaçu är en mosaik av jordbruksmark och naturlig växtlighet.